# Bastão de vidro
Bastão (ou baqueta) de vidro é um instrumento feito em vidro alcalino, maciço, utilizado em transportes de líquidos e agitação de soluções. No transporte de líquidos ele é utilizado para não respingar líquidos fora do recipiente. Geralmente usado em conjunto com o béquer.